# Rosa Díez González
Rosa María Díez González (Sodupe, Gueñes, 27 de maig de 1952) és una política basca. Durant les eleccions al Parlament Europeu de 1999 va ser la candidata del Psoe. En les eleccions de 2005 va anar segona de la llista, després de Josep Borrell. Va ser diputada del Partit Socialista Obrer Espanyol (PSOE) en el Parlament Europeu, des de 1999 fins al 30 d'agost de 2007, quan va abandonar el PSOE i va deixar la seva acta d'eurodiputada per a fundar el nou partit Unió, Progrés i Democràcia (UPyD).
L'agost de 2007, després de la creació uns mesos enrere de la Plataforma Pro, una plataforma nascuda en el si de Basta Ya!, va anunciar la seva sortida de les files del PSOE per a integrar-se en aquesta plataforma (on es troben ja integrats coneguts personatges de la vida pública com Fernando Savater o Carlos Martínez Gorriarán), de cara a la creació d'un nou partit polític espanyol, Unió, Progrés i Democràcia.
Fou la portaveu i diputada al Congrés Espanyol. Aquest partit d'àmbit estatal s'ha creat amb la pretensió de ser l'alternativa als dos partits estatals majoritaris a Espanya, PP i PSOE. Es tracta d'un partit sense identificació clara en l'eix esquerra-dreta. Plantegen una reforma de la llei electoral espanyola i de la Constitució, entre d'altres. El partit va perdre la meitat de vots en les municipals de 2015, amb 229.458 vots i 129 regidors, contraposats als 465.125 vots i 152 regidors de 2011, i va renunciar de portaveu, sent escollit Andrés Herzog amb el 43% dels vots enfront Irene Lozano Domingo que va obtenir el 40%. A causa dels mals resultats electorals de les eleccions generals de 2015, en els que no van obtenir representació al Congrés, Rosa Díez es va donar de baixa del partit, demanant un final digne per a la formació.
També ha participat activament en actes de l'associació Ciutadans de Catalunya i s'ha manifestat a favor de la modificació del concert econòmic de Navarra i el basc per considerar-los discriminatoris enfront d'altres comunitats espanyoles.